# Вилијам II Вилерден
Вилијам II Вилерден (Каламата, 13. век - Каламата, 1. мај 1278) је био кнез Ахаје. Био је син Жофрое I Вилердена, држао је баронију Каламату као феуд током владавине свог старијег брата кнеза Жофрија II. Вилијам је владао Ахајом као намесник свог брата током Жофријевих војних похода против Грка из Никеје, који су били главни непријатељи његовог господара, латинског цара Константинопоља Балдуина II. Вилијам је наследио свог брата који није имао деце у лето 1246. године. Сукоби између Никеје и Епира омогућили су му да заврши освајање Мореје за око три године. Заузео је Монемвасију и саградио три нове тврђаве, приморавши два раније аутономна племена, Цаконес и Милинзи, да се потчине. Учествовао је у неуспешном египатском крсташком рату краља Луја IX Светог од Француске, који га је наградио првим издавања валуте у стилу француских краљевских кованица.
Почетком 1250-их, кнез Вилијам II је био најмоћнији владар франачке Грчке. Већина суседних франачких владара признала је његову власт. Године 1255. положио је право на северни терзиере, или трећину, лордства Негропонте на острву Еубеја. Иако су друга два владара Негропонтеа били његови вазали, они су одбацили његову претензију. Добили су подршку Венеције, војводе Гија I де ла Роша, господара Атине и других франачких владара. Сукоб се развио у рат за наследство који је изазвао многа разарања Еубеје и копнене Грчке. После Вилијамове победе у Атици у мају 1258. године, војвода Гaј I и његови савезници су се предали. Војводи Гају I је суђено због нелојалности, али му је дозвољено да задржи своје ахajске феуде. 
Наследна криза у Никеји подстакла је епирског владара деспота Михаила II Комнина Дуку да формира антиникејску коалицију са кнезом Вилијамом II и краљем Манфредом од Сицилије. У лето 1259. године, кнез Вилијам II и деспот Михаило II су окупили већину својих армија и кренули до Пелагоније да се боре против Никејаца. Франачке и епирске трупе нису могле ефикасно да сарађују, а стрелци из непријатељског табора су их непрестано узнемиравали. Након што су Епирци неочекивано напустили савезнике, Никејци су Францима нанели одлучујући пораз. Кнез Вилијам II је побегао са бојног поља, али је ухваћен и послат у Никеју. Још је био у затвору када су никејске трупе су ослободиле Константинопољ и уништиле Латинско царство у јулу 1261. године. Тријумфални византијски цар Михаило VIII Палеолог пустио је кнеза Вилијама II у замену за три јужне морејске тврђаве крајем 1261. године. Поседовање три тврђаве је омогућило даљу експанзију Византије, а кнез Вилијам II је био принуђен да тражи спољну подршку. Уз одобрење Балдуина II, заклео се на лојалност анжујском краљу Сицилије, Карлу I. Кнез Вилијам II је признао краља Карла I и његове потомке за своје наследнике Уговором у Витербу 24. маја 1267. године. Краљ Карло I је послао трупе у кнежевину Ахају и уз њихову помоћ, кнез Вилијам II је био у стању да се одупре византијским инвазијама током последњих година своје владавине.

## Биографија
Владајући од 1246. до 1278. године, кнез Вилијам II је био четврти кнез Ахаје. Држава у франачкој Грчкој, Ахаја је основана на византијским територијама у Мореји (у јужној Грчкој) после Четвртог крсташког рата. Вилијамов отац кнез Жофруа I од Вилардуена започео је освајање Мореје уз подршку локалног грчког аристократе крајем 1204. године. Пошто је његов савезник убрзо умро, кнез Жофруа I се обратио краљу Бонифацију од Монферата, владару новооснованог франачког краљевства Солуна, за војну помоћ. Краљ Бонифације је именовао Вилијама од Шамплита да прати кнеза Жофрија I назад у Мореју и они су окупили 500 витезова и наредника за кампању. Заузели су Патрас и друге византијске тврђаве и натерали месенске и аркадијске грчке аристократе на покорност. Вилијам од Шамплита је добио титулу кнеза од Ахаје од папе Иноћентија III новембра 1205. године. Франци нису могли да заузму Монемвасију у југоисточној Мореји, а грчки корсари су заузели тврђаву. Франачки освајачи такође нису успели да савладају староседеоце у југоисточној планинској области.
У новооснованој кнежевини, Жофруа I је држао баронију Каламату у Месенији као феуд. Када је кнез Вилијам I умро 1208. године, Жофруа I је преузео власт вероватно уз пристанак својих племића. Заклео се на верност цариградском латинском цару Хенрику на сабору у Равеници 1209. године. Цар Хенрик је потврдио Жофруа I као новог кнеза од Ахеје и учинио га непосредним царским вазалом. Вође Четвртог крсташког рата обећале су Венецији већи део Мореје у свом уговору из 1204. године, о расподели Византијског царства. У новом уговору, кнез Жофруа I је признао да држи делове своје кнежевине у феуду од Венеције, али Млечани нису предузели даље кораке да потврде своју теоретску власт.
Пошто Франци нису могли да освоје све византијске територије, две државе наследнице, Епир и Никеја, настале су на западној и источној граници Византијског царства. Епирски Грци започели су поновно освајање некадашњих византијских територија у Тесалији 1210-их. Они су уништили Солунско краљевство и заузели град Солун у децембру 1224. године. Њихово ширење ка Цариграду је нагло прекинуто када су претрпели велики пораз од Бугара у бици код Клокотнице 1230. године. Грци из Никеје покренули су инвазије на Латинско царство са истока. До 1235. године, поново су освојили Анадолију и заузели европски мостобран код Галипоља. У теорији, кнежеви Ахаје су и даље дуговали оданост латинским царевима, али у пракси цар Балдуин II не би био у стању да одбрани Цариград без ахејске војне и финансијске подршке. Заузврат, признао је Жорфријевог старијег сина и наследника, Жофрија II, за господара тријараха (три сaвладара) острва Негропонте (а можда и других егејских острва).

## Младост
Вилијам је био други син кнеза Жофрија I од Вилардуена и његове жене кнегиње Елизабете. Кнегиња Елизабета је остала у Француској када је њен муж отишао у Четврти крсташки рат. Она и њихов старији син, Жофруа, преселили су се у Ахају тек када се Жофријев положај стабилизовао након Равенничког сабора. Родила је Вилијама у замку Каламата око 1211. године. Одрастајући у Мореји, Вилијам је говорио грчки као урођеник и осећао се код куће и са Францима и са Грцима. Као млађи син, Вилијам је добио баронство Каламате у феуд, док је његов брат наследио њиховог оца на престолу Ахаје око 1229. године. Вилијам се оженио неименованом ћерком Нарјота де Тусија, високог званичника Латинског царства. Он је управљао Ахајом као намесник током војних похода свог брата за одбрану Цариграда.

## Владавина

### Експанзија и крсташки рат
Вилијам је дошао на власт у Ахаји када је бездетни кнез Жофруа II умро у лето 1246. године. У време Вилијамовог преузимања трона, односи између Епира и Никеје су постали напети. У децембру 1246. године, никејске трупе су напале и заузеле Солун. Кнез Вилијам II је искористио сукоб две грчке силе да заврши освајање југоисточне Мореје. Опсаeo је Монемвасију уз подршку венецијанске флоте и других франачких владара, укључујући војводу Гија I де ла Роша, господара Атине (који је кнезу Вилијаму II дуговао оданост за феуде Мореот Аргоса и Науплије), и Анђела Сануда, војводу од Архипелага. Браниоци су страдали од глади, али су капитулирали тек 1248. године, након што је кнез Вилијам II обећао да ће поштовати њихову имовину и слободу. Наградио је градске челнике имањима и ослободио их феудалних обавеза. Вилијамово освајање Монемвасије приморало је Чаконе са оближње планине Парнон на покорност. Да би обезбедио своје добитке, кнез Вилијам II је наредио изградњу нових тврђава. Најпре је крајем 1248. године, и почетком 1249. године, лично руководио градњом Мистре код планине Тајгет; тада је изграђен замак Гранд Магне на Лаконском заливу. Трећи замак, Беауфорт, изграђен је на Месенском заливу. Ови замкови су обезбедили франачку контролу над планином Тајгет, приморавајући локално словенско племе Милинзи да призна кнеза Вилијама II као свог владара у замену за потврду њихове слободе.
Хју IV, војвода од Бургундије, провео је зиму 1248–49. године, у Ахаји. Био је на путу за Кипар где су се окупљали учесници француског крсташког похода краља Луја IX Светог, против Египта. Кнез Вилијам II је одлучио да се придружи крсташком рату и окупио је 400 витезова и наоружао флоту од 24 брода пре него што је отишао на Кипар заједно са војводом Хугом IV у мају 1249. године. На путу је послао 100 витезова на Родос, острво које су Ђеновљани недавно освојили од Никејаца, да ојачају његову одбрану. Са Кипра, кнез Вилијам II је пратио краља Луја IX у Египат и остао са њим до краја неуспешне војне кампање. Као награду, краљ Луј IX му је доделио право да кује новчиће у стилу француског дениер тоурноис. Кнез Вилијам II се вратио у Ахају у мају 1250. године. Током следећих пет мирних година, Ахaја је била доминантна сила франачке Грчке пошто је већина мањих франачких владара признала кнеза Вилијама II као свог господара.

### Рат за наследство Еубеје
Царинтана далле Царцери је био један од владара Негропонтеа, који је делио Ореус и северни тријархат острва, или трећи, са Грапелом од Вероне. Када је умрла 1255. године, кнез Вилијам II је желео да преузме њено господство, али је Грапела полагала право на њено наследство. Пошто су тријарси дуговали оданост и Ахaји и Венецији, Грапела је могао да цитира одлуку венецијанског баила, или гувернера Негропонтеа из 1216. године, у којој се наводи да савладар тријархата има право да је поново уједини ако његов или њен партнер умре без потомства. Господари две друге тријаршије на острву, Гуљелмо I да Верона и Наржото дале Карцери, подржали су Грапелину претензију. Венецијански хроничар Марино Санудо пише да је сукоб прерастао у рат након што је кнез Вилијам II затворио Гуљелма и Наржота, јер су њихове жене убедиле млетачког баила Паола Граденига да интервенише и он је заузео главни град острва, Халкиду. Ако су два тријарха заиста била затворена, држани су у заточеништву само неколико месеци. Кнез Вилијам II је именовао свог нећака Жофрија од Брила да предводи војску на Негропонте. Ахaјске трупе су опустошиле острво и протерале Млечане.
Дужд Венеције, Ренијеро Зено, поставио је Марка Граденига за новог баила. Градениго је добио подршку Вилијамовог вазала, Вилијама де ла Роша и његовог брата војводе Гаја I Атинског. Гуљелмо од Вероне и Наржото дале Карцери сусрели су се са Граденигом у Гијевом седишту у Теби 14. јуна 1256. године. На састанку су два тријарха одбацила ахајску превласт и заклела се на верност Венецији за део свог господства. Два друга франачка лорда, Тома II д'Аутременкоурт, господар Салоне и Убертино Паллавицини, маркиз од Бодонице, придружили су се антиахајској коалицији, док је кнез Вилијам II обезбедио подршку Отона де Сикона, господара Каристоса у Негропонтеу и Ђеновљана. Градениго је напао Халкиду, а млетачки пешаци су разбили ахајску коњицу близу града.
Рат се брзо проширио на копнену Грчку. Када се Вилијам припремао за инвазију на Атику, Жофри од Брила, који је био зет војводе Гаја I Атинског, напустио га је. Убрзо се Халкида предала Млечанима. Кнез Вилијам II је окупио своју војску и напао Атину преко Коринтске превлаке у пролеће 1258. године. Војвода Гај I од Атине и његови савезници покушали су да зауставе инвазију на планини Кариди, али кнез Вилијам II им је нанео одлучујући пораз у мају 1258. године. Војвода Гај I и његови савезници су побегли у Тебу, а кнез Вилијам II је опљачкао Атику и Беотију. Кнез Вилијам II је напао Тебу, али га је градски надбискуп убедио да одустане од опсаде. Војвода Гај I је обећао да се никада неће борити против кнеза Вилијама II и пристао је да прихвати одлуку Вишег суда у Ахаји због његове нелојалности. Након што су саслушали војводу Гаја I у Никлију, ахајски племићи који су седели на Вишем суду одлучили су да не могу да суде у случају зато што је војвода Гај I дуговао верност кнезу Вилијаму II само за своје Морејске домене, а не за Атинско војводство. Уместо да одузме Гајеве Морејске феуде, Виши суд је његов случај упутио на пресуду краљу Лују IX. Како је војвода Гај I прихватио ову пресуду, мир је поново успостављен између два франачка владара. Краљ Луј IX Свети, примио је војводу Гаја I у Паризу јуна 1259. године. Краљ и француски барони одлучили су да је војвода Гај I извршио адекватну епитимију због кршења заклетве верности тако што је предузео напорно путовање у Француску.

### Пораз и заточеништво
Дужд Ранијери Зено је наредио новом баилу Негропонтеа, Андреи Бароцију, да води мировне преговоре са кнезом Вилијамом II почетком 1259. године, али се он уплео у нови сукоб између Епира и Никеје пре него што су преговори почели. Никејског цара Теодора II Ласкариса је августа 1258. године, наследио малолетни син цар Јован IV Ласкарис. Амбициозни никејски аристократа збацио је са власти цареве старатеље и крунисао се за цара - савладара као цар Михаило VIII Палеолог. Владар Епира, деспот Михаило II Комнино Дука, желео је да искористи никејску борбу за власт тако што је подстакао широку антиникејску коалицију. Он је понудио руке својих ћерки Хелене и Ане хоенштауфенском владару Сицилије, краљу Манфреду, односно кнезу Вилијаму II. Обећао је великодушан мираз кнезу Вилијаму II — 80.000 хиперпира, замак Ликоније и оближње земље у јужној Тесалији. Пошто је њихово поседовање могло да ојача његову контролу над Ореусом, кнез Вилијам II је брзо прихватио понуду. Оженио се Аном у Патрасу крајем лета 1258. године. Пред крај године он и његов таст су се састали у Патрасу и закључили формални савез. Према Морејској хроници, деспот Михаило II је признао Вилијамову претензију на оживљено Солунско краљевство.
Цар Михаило VIII је послао свог брата Јована Палеолога са свежом војском у Солун. Послао је изасланике у Епир, Сицилију и Ахaју да започну мировне преговоре, али су деспот Михаило II, краљ Манфред и кнез Вилијам II одбили. Подстакнут новоунајмљеним плаћеничким трупама, Јован Палеолог је започео инвазију на Епир у пуном обиму. Будући да није могао сам да се одупре, деспот Михаило II је позвао своје савезнике у помоћ у пролеће 1259. године. Кнез Вилијам II је окупио главнину ахајске војске. Арагонска верзија Хронике Мореје, која је у том погледу извор сумњиве поузданости, процењује да се у походу окупило „осам хиљада људи прве класе и дванаест хиљада пешака“. Кнез Вилијам II је повео ахaјску војску преко Коринтског залива и придружио се свом тасту код Арте. Они су кренули у јужну Тесалију, где су им се придружила појачања из Атине, Салоне, Негропонтеа, Наксоса и других егејских острва. Након што су франачки и епирски заповедници одлучили да воде жестоку битку уместо да нападају утврђене градове, савезници су кренули у Македонију до равнице Пелагоније да би се сусрели са непријатељским снагама у јуну 1259. године. Иако је укупан број епирско-француских војника надмашио никејске трупе, њихова команда је остала подељена.
Јован Палеолог је избегавао битку, али су његови кумански и турски стрелци непрестано узнемиравали непријатељски логор. Пошто су њихови стални напади исцрпљивали Франке и Епирце, деспот Михаило II је ушао у преговоре са изасланицима Јована Палеолога, који су га подстицали да напусти своје франачке савезнике. Византијски историчар Георгије Пахимер тврди да се коалиција Епиро-Франка распала након што су ахајски витезови омаловажавали лепу влашку жену копиле сина деспота Михаила II, Јована Дуке, јер је кнез Вилијам II одбио да их дисциплинује. Огорчен Вилијамовим грубим примедбама о његовом ванбрачном рођењу, Jовaн Дука је дезертирао Никејцима и убедио свог оца да напусти кампању. Jованов неочекивани напад са задње стране изазвао је панику и повлачење Франка брзо се претворило у бекство. Историчар Кенет Сетон сматра да је читава ова епизода, коју савременик Акрополит не извештава, сумњива. Акрополит приписује поразу савезника неспособности деспота Михаила II да се одупре нападу стрелаца. После његовог бекства са бојног поља, Епирци су или следили његов пример или су пребегли код Никејаца. Пошто се никејска победа чинила неизбежном, кнез Вилијам II је побегао ка Касторији. Акрополит пише да се кнез Вилијам II сакрио испод пласта сена, али га је војник препознао по великим истуреним зубима. Био је окован и послат у Никеју заједно са Ансоом од Тоуци, Годфријем од Бриела и другим ахајским аристократама. Цар Михаило VIII је захтевао целу ахајску кнежевину за Вилијамово ослобођење. Кнез Вилијам II је то одбио, наводећи да је Ахаја „земља стечена силом оружја, коју држе по праву освајања“ потомци освајача, и да не може да преда територију својих вазала. Током свог дугог, али удобног заточеништва, војвода Гај I Атински је преузео намесништво у Ахаји.
Никејци нису успели да освоје Тесалију и Епир после победе код Пелагоније, али им је Солун обезбеђен. Пошто је Латинско царство било у рушевинама и исцрпљено, цар Михаило VIII је одлучио да поново освоји Константинопољ од Латина. Он је закључио савез са Ђеновом како би обезбедио поморску подршку за опсаду, али је његов генерал Алексије Стратигопул заузео Константинопољ без помоћи Ђенове, искористивши одсуство латинског гарнизона 25. јула 1261. године. Цар Михаило VIII је поново крунисан за цара у храму Свете Софије и брзо свргнуо свог малолетног цара - савладара Јована IV Ласкариса. Након пада Латинског царства, почели су нови преговори између цара Михаила VIII Палеолога и кнеза Вилијама II Вилардуена о условима Вилијамовог ослобађања. Постигли су компромис када је кнез Вилијам II пристао да уступи Мистру, Гранд Магне и Монемвасију. Пошто их је изградио или освојио кнез Вилијам II, њихов пренос није нарушио ахајско обичајно право, али он није могао да уступи пограничне замкове „без савета и сагласности њихових владара“. Да би легализовала пренос три замка, Вилијамова жена је сазвала жене заточених ахајских господара у скупштину. Иако се војвода Гај I противио предлогу, „скупштина дама“ је пристала на то јер су ахајске даме желеле да им се врате мужеви. Пре него што је ослободио кнеза Вилијама II, цар Михаило VIII је од њега извукао заклетву на верност и узео две ахајске даме, Маргарету од Пасаванта и неименовану сестру Џона Шодерона, као таоце да би обезбедио Вилијамово поштовање њиховог споразума. Кнез Вилијам II се вратио у Ахају касно 1261. године. Након што су Византинци заузели три замка, Чаконес и Мелингои су се заклели на верност цару Михаилу VIII.

## Породично стабло
|  |                        |  |  |  |  |  |  |  |  |  |  |  |  |  |  |  |
|  | 2. Жофроа I Вилерден   |  |  |  |  |  |  |  |  |  |  |  |  |  |  |  |
|  |                        |  |  |  |  |  |  |  |  |  |  |  |  |  |  |  |
|  |                        |  |  |  |  |  |  |  |  |  |  |  |  |  |  |  |
|  | 1. Вилијам II Вилерден |  |  |  |  |  |  |  |  |  |  |  |  |  |  |  |
|  |                        |  |  |  |  |  |  |  |  |  |  |  |  |  |  |  |
|  |                        |  |  |  |  |  |  |  |  |  |  |  |  |  |  |  |
|  | 3.                     |  |  |  |  |  |  |  |  |  |  |  |  |  |  |  |
|  |                        |  |  |  |  |  |  |  |  |  |  |  |  |  |  |  |
|  |                        |  |  |  |  |  |  |  |  |  |  |  |  |  |  |  |